# Выборы в Сенат США в Делавэре (1984)
Выборы в Сенат США в Делавэре 1984 года состоялись 6 ноября 1984 года. По итогу выборов действующий сенатор США от Демократической партии Джо Байден был переизбран на третий срок, уверенно победив своего соперника от Республиканской партии Джона Бёрриса.

## Выборы

### Кандидаты
- Джо Байден, действующий сенатор от штата Делавэр.
- Джон М. Бёррис, бывший лидер большинства в Палате представителей Делавэра.

### Результаты
| Кандидат       | Партия                 | Избиратели | Избиратели |
| Кандидат       | Партия                 | Количество | %          |
| -------------- | ---------------------- | ---------- | ---------- |
| Джо Байден     | Демократическая партия | 147 831    | 60,11      |
| Джон М. Бёррис | Республиканская партия | 98 101     | 39,89      |
| Всего          | Всего                  | 245 932    | 100        |

| Округ    | Джо Байден | Джо Байден | Джон Бёррис | Джон Бёррис | Кол-во голосов |
| Округ    | #          | %          | #           | %           | #              |
| -------- | ---------- | ---------- | ----------- | ----------- | -------------- |
| Кент     | 18 911     | 58,46      | 13 424      | 41,52       | 32 335         |
| Нью-Касл | 107 636    | 62,22      | 65 352      | 37,78       | 172 988        |
| Сассекс  | 21 284     | 52,41      | 19 325      | 47,59       | 40 609         |
| Итоги    | 147 831    | 60,11      | 98 101      | 39,89       | 245 932        |